# Анджей Грабовський
Андрій/Анджей Грабовський (пол. Andrzej Grabowski, *15 березня 1952) — польський актор кіно та театру.
Славу та визнання в Польщі здобув за виконання ролі Фердинанта Кепського в телесеріалі Світ Кепських.